# 1926 год в спорте
Список 1926 год в спорте перечисляет спортивные события, произошедшие в 1926 году.

## СССР
- Чемпионат СССР по боксу 1926;
- Чемпионат СССР по классической борьбе 1926;

### Футбол
- ФК «Пищевики» в сезоне 1926;
- Созданы клубы:
  - «Динамо» (Казань);
  - «Динамо» (Кострома);
  - «Сталь» (Днепродзержинск);

## Международные события
- Чемпионат Европы по водному поло среди мужчин 1926;
- Чемпионат Европы по конькобежному спорту 1926;
- Чемпионат Европы по фигурному катанию 1926;
- Чемпионат мира по лыжным видам спорта 1926;
- Чемпионат мира по спортивной гимнастике 1926;
- Чемпионат мира по фигурному катанию 1926;

### Баскетбол
Созданы клубы:
- «Барселона»;
- «Брно»;
- «Керавнос»;

### Футбол
- Матчи сборной Польши по футболу 1926;
- Футбольная лига Англии 1925/1926;
- Футбольная лига Англии 1926/1927;
- Чемпионат Исландии по футболу 1926;
- Чемпионат Латвии по футболу 1926;
- Чемпионат Польши по футболу 1926;
- Чемпионат Северной Ирландии по футболу 1925/1926;
- Чемпионат Северной Ирландии по футболу 1926/1927;
- Чемпионат Уругвая по футболу 1926;
- Чемпионат Югославии по футболу 1926;
- Созданы клубы:
  - «Агила»;
  - «Аполлон Понту»;
  - «Бела Крайина»;
  - «Бокель»;
  - «Борац» (Баня-Лука);
  - «Борац» (Чачак);
  - «Брюне»;
  - «Веен»;
  - «Гота»;
  - «Дечич»;
  - «Дубница»;
  - «Истанбулспор»;
  - «Кастриоти»;
  - «КС Константина»;
  - «Локомотив» (Пловдив);
  - «Лорьян»;
  - «Люшня»;
  - «Млади Радник»;
  - «Наполи»;
  - «Олдершот»;
  - «Паганезе»;
  - «Панетоликос»;
  - ПАОК;
  - «Расинг B»;
  - «Реал Овьедо»;
  - «Решица»;
  - «Согндал»;
  - «Треллеборг»;
  - «Трешневка»;
  - «Юнгшиле»;
- Расформирован клуб «Пантен»;

### Хоккей с шайбой
- НХЛ в сезоне 1925/1926;
- НХЛ в сезоне 1926/1927;
- Чемпионат Европы по хоккею с шайбой 1926;
- Созданы клубы:
  - «Детройт Ред Уингз»;
  - «Легия» (Варшава);
  - «Нитра»;
  - «Нью-Йорк Рейнджерс»;
  - «Чикаго Блэкхокс»;

### Шахматы
- Неофициальная шахматная олимпиада 1926;
- Чемпионат Польши по шахматам 1926;